# Yūsuke Saikawa
Yūsuke Saikawa (japanisch 斉川 雄介 Saikawa Yūsuke; * 10. Juni 1985 in Hokkaido) ist ein ehemaliger japanischer Fußballspieler.

## Karriere
Saikawa erlernte das Fußballspielen in der Schulmannschaft der Sapporo Daiichi High School. Seinen ersten Vertrag unterschrieb er 2004 bei den Consadole Sapporo. Der Verein spielte in der zweithöchsten Liga des Landes, der J2 League. Ende 2004 beendete er seine Karriere als Fußballspieler.